# 봉익동
봉익동(鳳翼洞)은 서울특별시 종로구에 있는 법정동으로, 행정동인 종로1·2·3·4가동 아래에 있다. 북으로 권농동, 동으로는 훈정동, 남으로는 종로3가, 서쪽은 묘동으로 둘러싸인 긴 사다리꼴 모양의 지형을 이루고 있다.

## 지명 유래
봉익동이라는 이름은 일제가 원래의 지명과는 전혀 관계 없이 만들어 냈다. 일제가 여러 동들을 합치면서 이 지역에 조선 초기부터 환관이 많이 살았음에 착안해, 환관이 왕을 상징하는 봉(鳳)의 날개(翼)에 붙어서 산다고 하여 붙인 이름이다.

## 연혁
- 1914년 : 묘동 일부(廟洞), 태정동 일부, 마전동 일부(麻田洞)를 봉익동(鳳翼洞)으로 통합
- 1936년 4월 : 봉익정(鳳翼町)으로 변경
- 1943년 6월 : 신설된 종로구에 배속
- 1946년 10월 1일 : 봉익동으로 변경